# Opsada Žepe
Opsada Žepe je bila je trogodišnja opsada malog bosanskog mjesta Žepa koja je trajala od ljeta 1992. do srpnja 1995. godine tijekom rata u BiH. U početku je bio pod opsadom Jugoslavenske narodne armije (JNA), a kasnije VRS-a. Tijekom cijele opsade Žepa je bila dio veze Srebrenica – Žepa u istočnoj Bosni. Od travnja 1992. do veljače 1993. godine, ARBiH i civili Žepe uspješno su pružali otpor vojsci Republike Srpske primjenom gerilskog ratovanja.
Međutim, u ožujku 1993. general VRS Ratko Mladić naredio je snagama bosanskih Srba koje su opsjedale grad da pokrenu veliki protunapad. Napad je rezultirao time da su bosanski Srbi zauzeli 80 posto teritorija srebreničke enklave koju je nekoć držala 28. divizija ARBiH. Zbog ovog napada Žepa je bila potpuno zasebna enklava, odvojena od Srebrenice.
Dana 16. travnja 1993., Rezolucijom 819 Vijeća sigurnosti Ujedinjenih naroda, enklava Srebrenica proglašena je "zaštićenom zonom UN-a" . Dana 6. svibnja 1993., Rezolucija Vijeća sigurnosti Ujedinjenih naroda 824 dodala je Žepu i druge gradove na popis "zaštićenih zona UN-a" pod zaštitom samo 79 ukrajinskih mirovnjaka.
Bosanski Srbi su 25. srpnja 1995. godine, pod zapovjedništvom generala Ratka Mladića i Zdravka Tolimira, pokrenuli ofenzivu na 285. laku brdsku brigadu, kojom je zapovijedao Avdo Palić, 14 dana nakon pada Srebrenice. Ofenziva je nazvana "Operacija Stupčanica 95", zauzimanje Žepe je imalo za posljedicu 800 izbjeglica i smrt 116 osoba.
Za razliku od Srebrenice, zapovjednik mirovne jedinice, ukrajinski časnik Mykola Verkhokhliad nije dopustio da ih preuzmu Mladićeve snage, već je u pregovorima s generalom Mladićem osigurao evakuaciju civila iz Žepe u konvoju UN-a, čime su pomogli spasiti preko 10.000 bošnjačkih civila.
NATO operacije bombardiranja nastavile su gađati položaje bosanskih Srba zbog stalnih napada na Sarajevo i pada "zaštićenih zona UN-a" Srebrenice i Žepe. Operacije bombardiranja neće završiti sve do 20. rujna 1995. godine i pomoći će pokretanju mirovnih pregovora koji su završili Daytonskom sporazumom.

## Pozadina
Žepa je mali grad u istočnoj Bosni oko 20 km južno od Srebrenice. Prema popisu iz 1991. godine u selu su živjela 462 stanovnika, od čega 450 Bošnjaka (97,4%) i 12 ostalih.
Dana 18. studenog 1990. održani su prvi višestranački parlamentarni izbori u Bosni i Hercegovini (s drugim krugom 25. studenoga). Oni su rezultirali nacionalnom skupštinom kojom su dominirale tri etnički utemeljene stranke, koje su formirale labavu koaliciju kako bi zbacile komuniste s vlasti. Ubrzo je došlo do značajne podjele oko pitanja da li ostati u jugoslavenskoj federaciji (pretežno želja Srba) ili tražiti neovisnost (pretežno želja Bošnjaka i Hrvata).
Srbi su uspostavili plan RAM, koji su izradili Uprava državne bezbednosti i skupina odabranih srpskih časnika Jugoslavenske narodne armije (JNA) sa svrhom organiziranja Srba izvan Srbije, učvršćivanja kontrole nad novonastalim SDP-om i postavljanje oružja i streljiva.
Bosanski Srbi su u listopadu 1991. uspostavili srpsku Narodnu skupštinu.
U siječnju 1992. proglašena je država bosanskih Srba uoči referenduma o neovisnosti koji je održan 29. veljače – 1. ožujka. Kasnije preimenovana u Republiku Srpsku, razvila je vlastitu vojsku nakon što se JNA povukla iz Hrvatske i predala svoje oružje, opremu i 55.000 vojnika novostvorenoj vojsci bosanskih Srba. Do 1. ožujka snage bosanskih Srba postavile su barikade u Sarajevu i drugdje, a kasnije tog mjeseca topništvo bosanskih Srba počelo je granatirati grad Bosanski Brod. Dana 4. travnja granatirano je i Sarajevo. U svibnju 1992. kopnene snage države bosanskih Srba službeno su postale poznate kao Vojska Republike Srpske. Do kraja 1992. VRS je držala 70% Bosne i Hercegovine.
Selo Žepa bilo je dio mnogo veće općine Rogatica, iako je sama ratna enklava držala dijelove općine Srebrenica. Odvajala ga je VRS i napadala ga nekoliko puta. U ožujku 1993. godine VRS je pokrenula brojne operacije prema gradu. U ožujku 1993., general Ratko Mladić iz VRS-a naredio je snagama bosanskih Srba koje su opsjedale grad da pokrenu veliki protunapad. Napad je rezultirao time da su bosanski Srbi zauzeli 80 posto teritorija srebreničke enklave koju je nekoć držala 28. divizija Armije Republike Bosne i Hercegovine (ARBiH). Žepa je tada razdvojena od Srebreničke enklave.

## Operacija Stupčanica 95
Operacija Stupčanica 95bio je kodni naziv za vojnu ofenzivu koju je pokrenuo "Drinski korpus" VRS protiv 285. lake brdske brigade (2. korpus). Pokrenuta 25. srpnja 1995., VRS-u je za samo 1 dan trebalo da zauzme Žepu. Ofanzivom je prekinuta trogodišnja opsada grada i uslijedila je smrt 116 ljudi, odlazak 800 izbjeglica, te pripajanje Žepe Republici Srpskoj. Ofanziva je pokrenuta 14 dana nakon pada Srebrenice.

#### Uvod
Umjesto da podigne sve raspoložive brigade i krene u proboj prema Žepi ili u napad na drugu stranu okupiranog teritorija RBiH, Rasim Delić je, nakon što je vidio pismo Rame Čardakovića upućeno dr. Heljiću, ponovo napisao pismo predsjedniku Izetbegoviću. Delić piše:
Dana 16. srpnja 1995. u 10.05h, uvidjevši da 2. korpus ne kreće u pomoć Žepi, Bećir Heljić i Avdo Palić su pisali Rami Čardakoviću hitno tražeći prekid napada na džep, razmjenu teritorija sa VRS i sigurnu evakuaciju civilnog stanovništva i pripadnika vojska.
Dana 17. srpnja 1995. u 22:25h, predsjednik općine Mehmed Hajrić pisao je predsjedniku Aliji Izetbegoviću zahtijevajući djelovanje. Predsjednik Izetbegović je 18. srpnja 1995. u 15 sati uputio pismo šefu svog kabineta Bakiru Sadoviću, što je bio odgovor Hajrića u Žepi. Potvrđeno je da je poruka primljena i da su pregovori s VRS-om u tijeku, jamčeći da će pomoć stići. U 3:57 sati, ni sat kasnije, Hajrić je odgovorio predsjedniku Izetbegoviću rekavši:
Nakon što je primio alarmantno i optužujuće pismo civilnih i vojnih vlasti iz Žepe, predsjednik Izetbegović je od Delića zatražio da mu napravi plan što se, zapravo, može učiniti za Žepu na vojnom planu, te da mu odmah da odgovor! Nakon manje od sat vremena Delić je odgovorio:
Dana 21. srpnja 1995., Tolimir je poslao izvješće generalu Radomiru Miletiću, vršitelju dužnosti načelnika Glavnog stožera vojske bosanskih Srba (VRS), tražeći pomoć da se razbiju neka bosanska vojna uporišta i izražavajući svoje mišljenje da bi "najbolji način da se to učini bilo koristiti kemijsko oružje". U istom izvješću Tolimir je otišao i dalje, predlažući kemijske udare na izbjegličke kolone žena, djece i staraca koji su napuštali Žepu, jer bi to, po njegovom mišljenju, “muslimanske borce natjeralo na brzu predaju”.

#### Evakuacija civila
Dana 22. srpnja 1995. zapovjednik ukrajinske mirovne jedinice Mykola Verkhohlyad dobio je zapovijed da osigura evakuaciju civila iz Žepe. Shvaćajući prijetnju srpskih snaga koje su otvoreno izjavile da će svi muškarci u dobi od 17 do 65 godina biti "zatvoreni kao ratni zarobljenici". Verkhohlyad je pregovarao s Mladićem i Palićem i na kraju postigao dogovor da evakuaciju čuvaju mirovne snage, a ukrajinski vojnici prisutni su u svakom autobusu s civilima koji napuštaju grad. Time je spriječen trik kojim su se poslužili Srbi u Srebrenici, gdje su nizozemske snage bile prisutne na početku i kraju višekilometrskog konvoja, dok su autobusi s civilima u sredini tiho preusmjeravani na stratište. Time je više od 10.000 civila iz Žepe uspješno evakuirano čime su bili pošteđeni sudbine žrtava srebreničkog masakra.

#### Ofanziva
Dana 25. srpnja 1995. počela je ofanziva. Mustafa Palić i Hamdija Torlak su se 26. srpnja 1995. predali i pristali predati Žepu. Svi drugi zapovjednici, poput Avde Palića, znajući da su njegovi ljudi brojčano nadjačani, nadmašeni i s nedostatkom streljiva, također su nastojali pregovarati o povlačenju i poštedjeti 30.000 ljudi u Žepi sudbine žrtava masakra u Srebrenici. Tada je dobio naredbu iz Sarajeva da se ne predaje. Dana 27. srpnja 1995. Palić je otišao na sastanak s visokim srpskim i dužnosnicima UN-a, među kojima je bio i general Ratko Mladić, glavni zapovjednik vojske bosanskih Srba. Na sastanku su ga uhvatili Srbi. Iz Žepe je u Sarajevo izbjeglo 800 izbjeglica (uglavnom žena, djece i staraca). Mehmed Hajrić, Amir Imamović i Avdo Palić svi su brutalno ubijeni nakon ofanzive.

## NATO bombardiranja se nastavljaju
Nakon pada UN-ovih "zaštićenih zona" Srebrenice i Žepe i stalnih napada na Sarajevo, NATO je pokrenuo kontinuiranu zračnu kampanju poznatu kao Operacija Namjerna sila, koja je ciljala položaje bosanskih Srba. Najveći faktor zbog kojeg je NATO krenuo u zračnu kampanju bili bi stalni napadi na Sarajevo. Kampanja je završila tek 20. rujna 1995. i pomogla je postaviti temelje Daytonskog sporazuma.

## Uloga UN-a
Dana 16. travnja 1993. Rezolucijom 819 Vijeća sigurnosti Ujedinjenih naroda srebrenička enklava proglašena je sigurnom zonom. Dana 6. svibnja 1993. godine, Rezolucija 824 Vijeća sigurnosti Ujedinjenih naroda dodatno je proširila Žepu i druge gradove. Ovi gradovi i teritorije stavljeni su pod zaštitu UN-ovih mirovnih jedinica UNPROFOR-a. Međutim, kada je počela operacija Stupčanica 95, u Žepu su poslali samo oko 79 ukrajinskih mirovnjaka.

## Posljedice

### Smrt Avde Palića
Nakon završetka opsade, Avdo Palić je otišao na sastanak s visokim srpskim i dužnosnicima UN-a, među kojima je bio i general Ratko Mladić, glavni zapovjednik vojske bosanskih Srba. Posljednji put viđen je živ u zatvoru u Bijeljini u rujnu 1995. godine, za koji su potvrdila dvojica zatvorenika bošnjačke nacionalnosti iz Srebrenice, Abdurahman Malkić i Sado Ramić, koji su do kraja kolovoza 1995. godine bili u istom zatvoru kao i Palić u Bijeljini. Međutim, dvojica muškaraca su prebačeni u drugi zatvor i na kraju pušteni nakon potpisivanja Daytonskog sporazuma. Vlada Republike Srpske zaključila je da je 5. rujna 1995. u zatvor u Bijeljini došao vojni starešina VRS-a i sa sobom odveo Palića, nakon čega ga više nitko nije vidio.
Palićeva sudbina bila je tajna 14 godina. Posmrtni ostaci Palića i još osam muškaraca pronađeni su u masovnoj grobnici u blizini sela Vragolovi u općini Rogatica kod Žepe u studenome 2001. Dana 5. kolovoza 2009. objavljeno je da su njegovi ostaci pronađeni još u studenom 2001., ali nisu bili pozitivno identificirani pomoću DNK profiliranja sve do srpnja 2009. Palić je 26. kolovoza 2009. godine sahranjen u krugu Ali-pašine džamije u Sarajevu uz prisustvo nekoliko tisuća ljudi.

## Nasljeđe
Dana 27. srpnja 2016. godine ustanovljen je Dan sjećanja na ubijene Žepljane. Obilježava sjećanje na poginule borce i civile koji su branili Žepu od bosanskih Srba.